# Aimorés (gemeente)
Aimorés is een gemeente in de Braziliaanse deelstaat Minas Gerais. De gemeente telt 25.193 inwoners (schatting 2018).
De plaats ligt aan de rivier de Doce. Ook ligt de plaats aan de deelstaatgrens met aan de andere zijde van de grens de plaats Baixo Guandu.

## Verkeer en vervoer
De plaats ligt aan de wegen BR-259 en BR-474.

## Geboren
- Sebastião Salgado (1944-2025), fotograaf
- Alejandro Corea Sandrinho, "Sandrinho" (1980), voetballer